# 在法波军

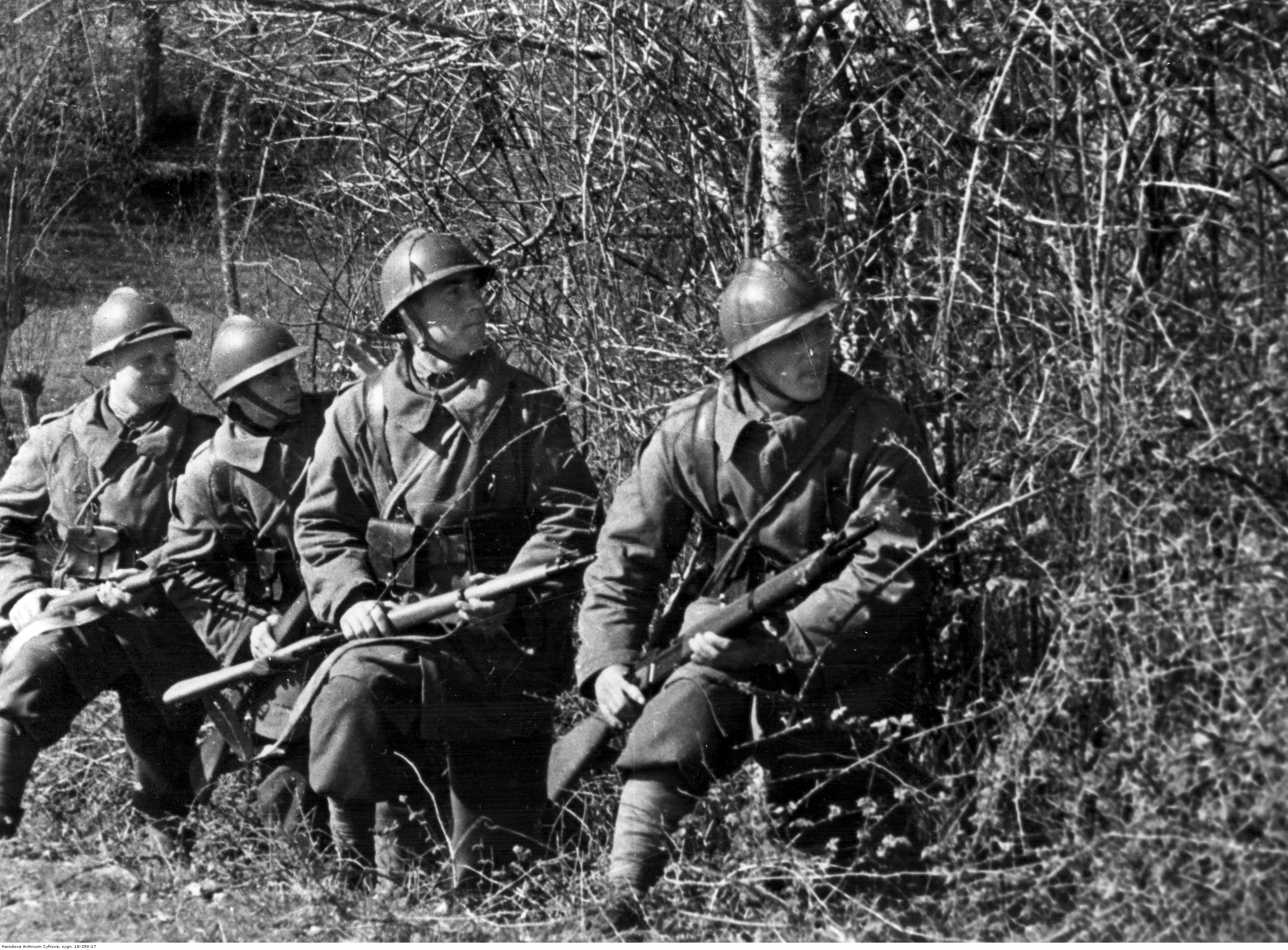
1940年，在法國的波蘭士兵

在法波军是1939年末波蘭戰役結束後，在波兰将军瓦迪斯瓦夫·西科尔斯基的領導下在法國組建的波蘭人軍隊。法國戰役打响后，在法波军的约85000名官兵正处在接受整编、准备作战的过程之中。在法波军在法国战役期间损失了一大部分兵员，但还是有逾20000人撤到了英国。